# Aristodemos von Milet
Aristodemos (altgriechisch Ἀριστόδημος; † nach 306 v. Chr.) aus Milet war ein Gefolgsmann des Antigonos Monophthalmos während der Diadochenkriege im 4. vorchristlichen Jahrhundert.
Zu Beginn des dritten Diadochenkrieges im Frühjahr 314 v. Chr. wurde Aristodemos von Antigonos mit 1.000 Talenten auf den Peloponnes entsandt, um dort eine Allianz mit Polyperchon auszuhandeln und um ein Söldnerheer auszuheben, mit dem er den Kampf gegen Kassander führen sollte. Er landete in Lakonien an und erhielt von den Spartanern die Erlaubnis, bei ihnen Söldner zu werben, so dass er bald ein Heer von 8.000 Söldnern aufstellen konnte. Anschließend traf er sich mit Polyperchon, mit dem er erfolgreich die Allianz aushandeln konnte und dessen Sohn Alexander dafür zu Bekräftigung nach Asien zu Antigonos entsandt wurde. Vor Tyros proklamierte Antigonos das Autonomierecht der griechischen Poleis und klagte Kassander diverser Vergehen gegen das Reich und seine königliche Familie an, womit er dem Krieg gegen Kassander eine Rechtfertigung verschaffte. Die Initiative auf dem Peloponnes ergriff aber zunächst Kassander, der nacheinander Kenchreai und Orchomenos einnahm und Polyperchon in Messene einschloss. Als er darauf aber nach Makedonien abgezogen war, gingen Aristodemos und Alexander in die Gegenoffensive und eroberten diese Städte zurück. Darauf erfolgte für die Fraktion der Antigoniden ein schwerer Rückschlag, als Alexander ihre Sache verriet und auf die Seite Kassanders überwechselte und fortan dessen Sache auf dem Peloponnes vertrat.
Aristodemos gelang es, im Herbst 313 v. Chr. die Aitolier für ein Bündnis mit Antigonos zu gewinnen, anschließend wandte er sich mit seinen Söldnern gegen Alexander, der gerade Kyllene belagerte. Nachdem er erfolgreich die Stadt entsetzt hatte, befreite er im Anschluss auch Patras und Aigion von der makedonischen Besatzung, denen er darauf, der antigonidischen Programmatik folgend, die Autonomie verlieh. Alexander unternahm im Gegenzug die Rückeroberung dieser Städte, wurde dabei schließlich von Bürgern aus Sikyon ermordet. Aristodemos selbst verschwindet darauf für einige Jahre aus den Überlieferungen, wenngleich er weiterhin die antigonidische Sache in Griechenland vertreten haben dürfte. In jener Zeit waren die Neffen des Antigonos, Telesphoros und Ptolemaios, mit großen Truppenverbänden nach Griechenland entsandt worden, die aber beide nach einigen erfolgreichen Eroberungen nacheinander ihren Onkel verrieten.
Möglicherweise war Aristodemos im Frühjahr 311 v. Chr. am Zustandekommen des „Diadochenfriedens“ beteiligt, sofern er mit dem im Antigonos-Brief an die Skepsier genannten gleichnamigen diplomatischen Unterhändler identisch war, der zwischen Lysimachos und Antigonos vermittelte.
Ab dem Jahr 307 v. Chr. gehörte Aristodemos dem Gefolge des Demetrios Poliorketes an, als dieser im vierten Diadochenkrieg nach Griechenland übersetzte. An der Einnahme von Athen und dem Sturz der Oligarchen unter Demetrios von Phaleron im Juni des Jahres war Aristodemos entscheidend beteiligt. Im Sommer 306 v. Chr. nahm er an der siegreichen Schlacht von Salamis teil, nach der er von Demetrios beauftragt wurde, die Siegesbotschaft in das neu gegründete Antigoneia in Syrien (später Antiochia, heute Antakya in der Türkei) zu Antigonos zu bringen. Diesen pries er dabei als König (basileus) an, worauf auch das versammelte Heer Antigonos und Demetrios zum König ausrief. Der nahm das königliche Diadem schließlich auch an und ließ eines an Demetrios auf Zypern senden, damit möglicherweise wieder Aristodemos beauftragend. Dieser verschwindet darauf aus der Überlieferung.